# Fives ECL
Pour les articles homonymes, voir ECL.
 (juillet 2012).
Si vous disposez d'ouvrages ou d'articles de référence ou si vous connaissez des sites web de qualité traitant du thème abordé ici, merci de compléter l'article en donnant les références utiles à sa vérifiabilité et en les liant à la section « Notes et références ».
Fives ECL est une entreprise française basée à Ronchin, France. Depuis sa création en 1947 par trois ingénieurs, elle a connu de nombreux changements qui l’ont amenée à la spécialisation d’équipements pour la production de l'aluminium  et à sa position de leader dans cette industrie[réf. nécessaire].
D’abord rachetée par Aluminium Pechiney en 1970 puis par Rio Tinto Alcan en 2007, ECL intègre le groupe Fives en juillet 2015.

## Histoire
Le 5 septembre 1947, Daniel Duclaux (spécialiste en mécanique), Robert Debuire (ingénieur charpente) et Joseph Tella (électricien) créent ECL : Électrification, Charpente et levage.

### Période 1947-1975
Dans les années 1950 et 1960, ECL se diversifie et opère de nombreux changements de cap. Entre les grues, les écluses, les ponts roulants et les portes de hangar aéroportuaires, ECL pénètre de nombreux marchés différents.
Dans les années 1970, ECL s’engage de façon de plus en plus prononcée dans la production de machines de service d’électrolyse (MSE) destinées à l'automatisation des usines d'aluminium, en collaboration avec Pechiney. Sa première machine est installée en 1962 à l’aluminerie de Rioupéroux, en France.
ECL grandit et s’oriente petit à petit vers les principaux producteurs de l’époque à savoir Kaiser en 1966, Reynolds en 1969 et enfin Alcan et Alcoa durant l’année 1975.

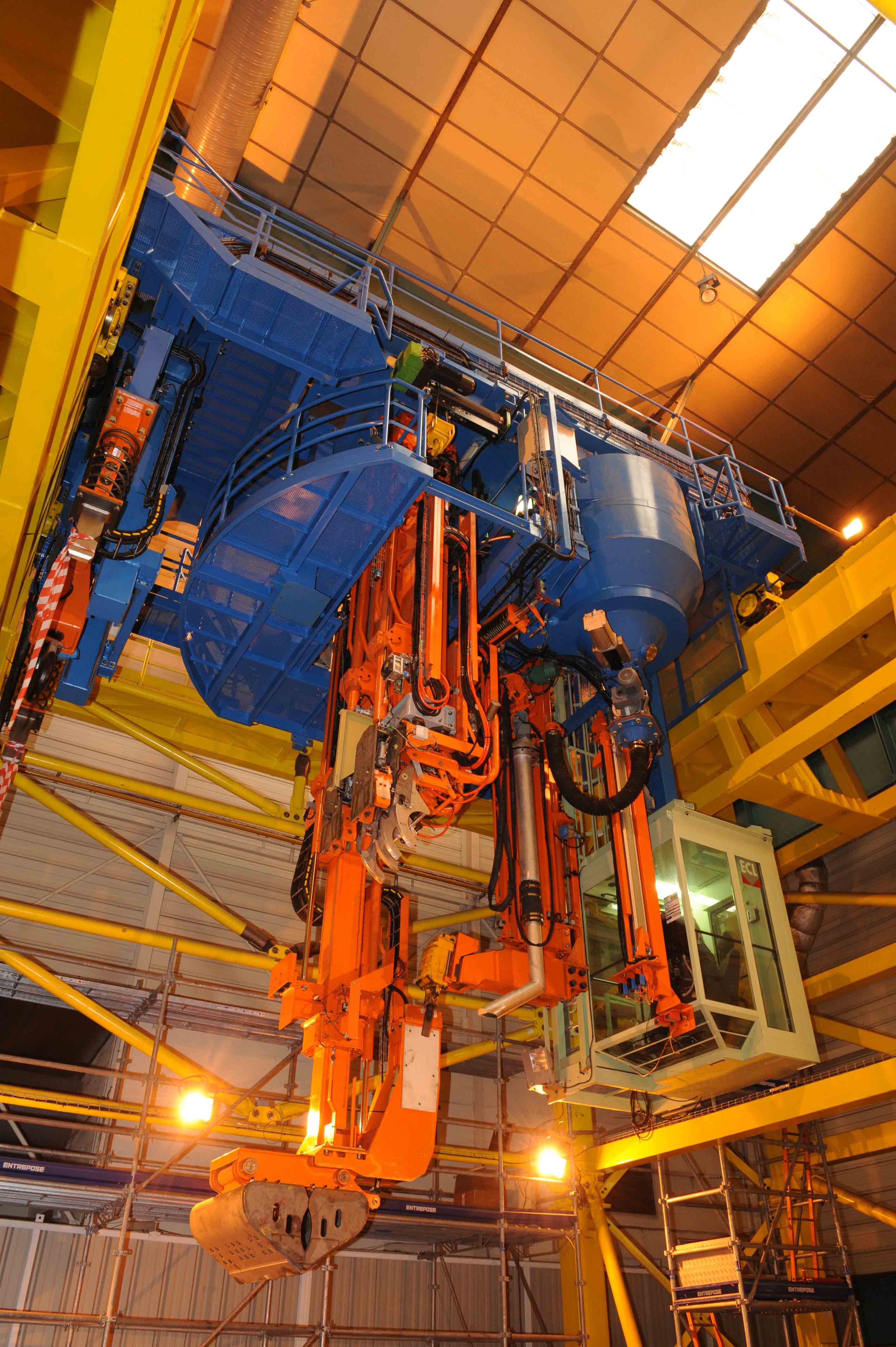
MSE 2012 France

Le changement de dimension de l’entreprise se fera par le biais du contrat Tomago, Australie en 1982 pour qui ECL fournira une vingtaine de MSE.
L’industrie de l’aluminium qui connait alors un essor considérable va permettre à ECL de poursuivre ses efforts en matière d'innovation et ainsi de mettre sur le marché des produits de pointe.[réf. nécessaire]

### Période 1980-1990
Dans les années 1980, la technologie « 180 000 ampères » apporte de nouvelles améliorations et un rendement accru dans la production de l’aluminium. ECL développe ses MSE en parallèle. Elle livrera ainsi pour la première fois des produits pré-câblés et son premier atelier de scellement automatisé. En 1991, elle inaugurera ses nouveaux locaux à Ronchin, siège depuis de la société, face aux ateliers de production dans lesquels 250 employés qualifiés travaillent.

### 2000 croissance internationale
Les années 2000 sont un nouveau tournant dans la vie de l’entreprise avec l’ouverture d’une première filiale au  Canada, qui sera suivie par de nombreuses autres à travers le monde confirmant ainsi la première motivation d’ECL : la proximité clients.
- 2001 :  Afrique du Sud,  Pays-Bas,  Australie
- 2002 :  Mozambique
- 2003 :  Chine
- 2004 :  Émirats arabes unis
- 2006 :  Inde

### 2003 ECL filiale de Pechiney Aluminium passe sous contrôle d'Alcan
En 2003, l'entreprise alors filiale de Pechiney, passe sous contrôle d'Alcan (Canada)
En octobre 2007, l'important groupe minier international Rio Tinto a fait l'acquisition d'Alcan, qui a été intégrée à Rio Tinto Aluminium pour former Rio Tinto Alcan.

### 2015 ECL devient Fives-ECL
Le 10 juillet 2015, ECL passe sous pavillon Fives et intègre le groupe dans la branche Aluminium.

## Produits

### Électrolyse
1962, ECL installe la première machine de service électrolyse. Le parc de MSE représente aujourd’hui plus de 1 200 machines installées à travers le monde. 
Au fil du temps les machines ECL sont devenues plus légères et plus compactes profitant des nombreuses innovations brevetées par ECL et des dernières évolutions techniques. ECL dit vouloir augmenter ses performances sur les plans des :
- Temps de mise en service.
- Productivité
- Taux de disponibilité
- Sécurité
- Impact sur l’environnement
- Fiabilité
- CAPEX et OPEX réductions

Le domaine de l'électrolyse regroupe un certain nombre de machines telles que le transbordeur de machine de services à électrolyse ainsi que la gamme complète des équipements de cuve nécessaire au bon fonctionnement d'une aluminerie.

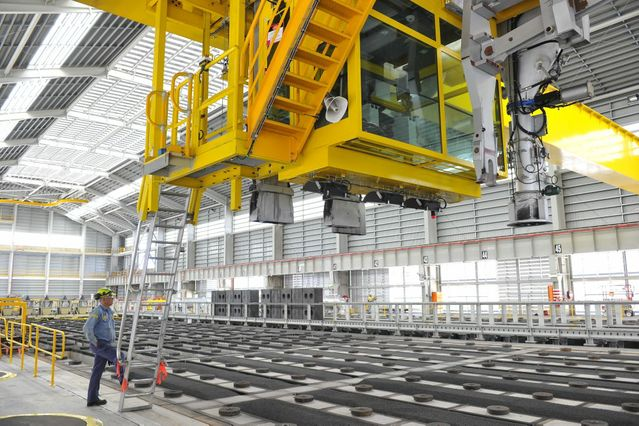
MSFAC

### Carbone
ECL offre des équipements pour l’ensemble du secteur carbone. Du four à cuire (plus de 200 installés à ce jour à travers le monde) à la manutention des anodes crues et cuites en passant par les ateliers de scellement.
La gamme de produit pour le carbone regroupe ainsi de nombreux produits tels que la machine de service de four à cuire les anodes, le pont de manutention auxiliaire, les équipements d'entretiens des cloisons (machine à redresser les cloisons, pince à démolir les cloisons). L'atelier de scellement occupe une large partie des produits ECL concernant le domaine carbone.